# Felix Davis
Felix Davis (10 tháng 7 năm 1869 – 1950) là một cầu thủ bóng đá người Anh thi đấu ở vị trí hậu vệ.